# Као Дык Фат
Као Дык Фат (вьет. Cao Đức Phát; род. 25 мая 1959 года в провинции Намдинь, ДРВ) — вьетнамский государственный и партийный деятель, министр сельского хозяйства и развития сельской местности Вьетнама (с 2004 года).

## Биография и карьера
В 1970-х годах учился в Советском Союзе. Освоил русский язык на подготовительных курсах Кубанского педагогического института. С 1973 года учился в Белорусской государственной сельскохозяйственной академии. Закончив землеустроительный факультет, остался в аспирантуре академии, получив у 1982 году степень кандидата экономических наук.
Вернувшись на родину, с 1982 по 1991 год работал в Институте планирования сельского хозяйства.
В 1992—1995 годах учился в Гарвардском университете в США, получив степень магистра государственного управления (MPA).
С июля по декабрь 1995 года возглавлял Институт планирования сельского хозяйства и Центр устойчивого развития сельских районов.
В 1995-1999 годах возглавлял департамент планирования и финансов Министерства финансов сельского хозяйства и развития сельских районов.
С 1999 по 2003 год занимал должность заместителя министра сельского хозяйства и развития сельских районов Вьетнама.
C марта 2003 по март 2004 года был заместителем секретаря народного комитета (местного правительства) провинции Анзянг.
С апреля по август 2004 был заместителем министра сельского хозяйства и развития сельских районов.
C июля по ноябрь 2004 года — исполняющий обязанности министра сельского хозяйства и развития сельских районов, параллельно занимал несколько партийных постов.
С декабря 2004 по настоящее время — министр сельского хозяйства и развития сельских районов Вьетнама. Сохранил свой пост при утверждении в апреле 2016 года нового состава правительства страны (до 2020 года).
Член центрального комитета Коммунистической партии Вьетнама 10-12 созывов (c 2006 года), член Национального собрания Вьетнама 12-13 созывов (с 2007 года).

## Дополнительные ссылки
- Визит посла Вьетнама. Белорусская государственная сельскохозяйственная академия (23 июня 2012). Дата обращения: 21 июля 2016. Архивировано из оригинала 3 октября 2016 года.
- Татьяна Чумакова. Министерства сельского хозяйства Беларуси и Вьетнама подписали меморандум о взаимопонимании в области ветеринарии. Белорусское телеграфное агентство (29 мая 2012). Дата обращения: 21 июля 2016.
- Заседание «круглого стола» по сотрудничеству. Департамент международного сотрудничества ТПП РФ (14 июля 2009). Дата обращения: 21 июля 2016.
- Тху Хыонг. Во Вьетнаме снят запрет на разведение водоплавающей птицы. РИА Новости (1 марта 2007). Дата обращения: 21 июля 2016.
- Свердловская область и Вьетнам определили сферы сотрудничества. Информационное агентство REGNUM (6 апреля 2011). Дата обращения: 21 июля 2016.
- Глава минсельхоза Вьетнама совершил рабочую поездку в провинцию Шокчанг. Иллюстрированный журнал «Вьетнам» (13 июля 2015). Дата обращения: 22 июля 2016.